# Calle de Balmes
La calle de Balmes tiene una longitud aproximada de 4 kilómetros y atraviesa los distritos barceloneses de Sarriá-San Gervasio, Gracia y el Ensanche. Esta calle está dedicada al eclesiástico, filósofo, político y escritor Jaime Balmes. Juntamente con la calle de Muntaner, es la vía más larga en dirección este-oeste. Nace en la esquina de las calles Pelayo-Vergara y atraviesa todo el Ensanche y el distrito de Sarriá-San Gervasio para desembocar en la plaza John F. Kennedy, adyacente a la avenida del Tibidabo y al trazado del Tranvía Azul.

## Características

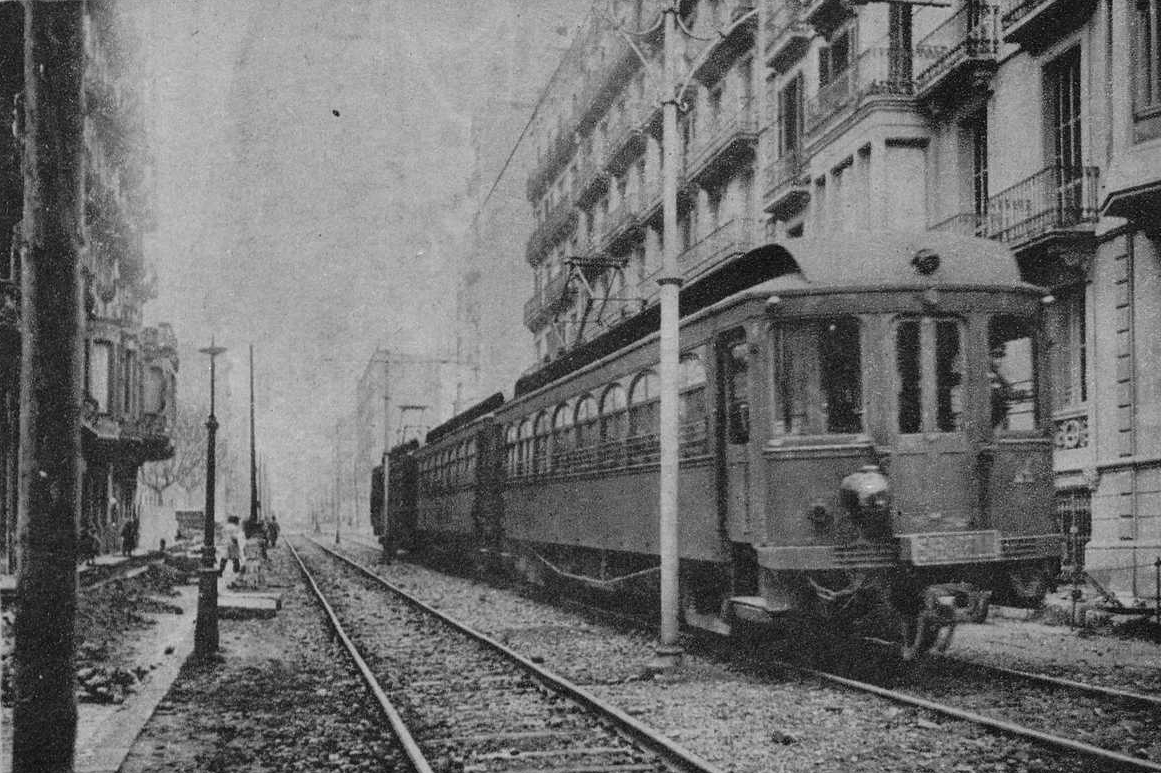
Tren circulando por la calle de Balmes en la primera mitad del

Esta calle sirve de frontera entre los barrios del Ensanche izquierdo y derecho, dentro del distrito del Ensanche. Históricamente, se ha caracterizado por sus aceras estrechas (2 metros) ya que, si bien es cierto que la anchura de la vía es igual al resto de calles (20 metros), el espacio reservado al tráfico rodado es mayor. No obstante, en la actualidad se están llevando a cabo obras de reforma de la calle desde la avenida Diagonal hasta la calle de Pelayo, habiéndose reducido uno de los carriles de circulación para poder doblar el espacio que ocupa la acera actual, llegando hasta los 4,60 metros. En la actualidad, y hasta que no se acometa la reforma integral de la vía, se caracteriza por no tener arbolado, salvo algunos almeces en el tramo de Vergara y algunos otros en el tramo Diagonal-plaza de Molina (tramo en el que no hay túnel de los FGC). Entre Travesera de Gracia y la calle de Granada, gracias a la anchura de la vía, se pueden apreciar algunos ejemplares de palmera datilera. Finalmente, en la parte superior de la calle, en el tramo comprendido entre la plaza de Joaquim Folguera y la plaza de John F. Kennedy, hay ejemplares de plátanos y de olmos, que pudieron ser plantados por la profundidad del túnel de los Ferrocarriles de la Generalidad de Cataluña.

## Circulación
La avenida es de un único sentido desde la plaza de Molina hasta la calle Pelayo (dirección mar). De la plaza Molina hasta la plaza John F. Kennedy tiene dos sentidos. El tramo más ancho es el que se halla entre la ronda del General Mitre y plaza John F. Kennedy.

## Curiosidades
- Es la calle n.º 26 del Plan Cerdà.
- El nombre de Balmes es el original, recibido en 1863. Cuando el municipio de San Gervasio fue anexionado a Barcelona, se tuvo que cambiar el nombre a otra calle del antiguo municipio, (actual Munner), para evitar una duplicidad.
- Su prolongación hasta San Gervasio no fue proyectada hasta 1908
- Soporta un tráfico diario de 35 000 vehículos[3]
- El tramo situado por encima de la plaza de Molina coincide con la riera de San Gervasio. Por ese motivo, la comunicación entre Barcelona y Sant-Gervasi se hacía a través de las calles de Alfonso XII, Atenas y San Gervasio (actualmente interrumpida entre Sant Elías y Copérnico).
- Las reformas llevadas a cabo han permitido plantar árboles desde la avenida Diagonal hasta la calle de Aragón.
- Casa Granell, obra arquitectónica de carácter modernista. Está catalogado como bien cultural de interés local.

## Galería

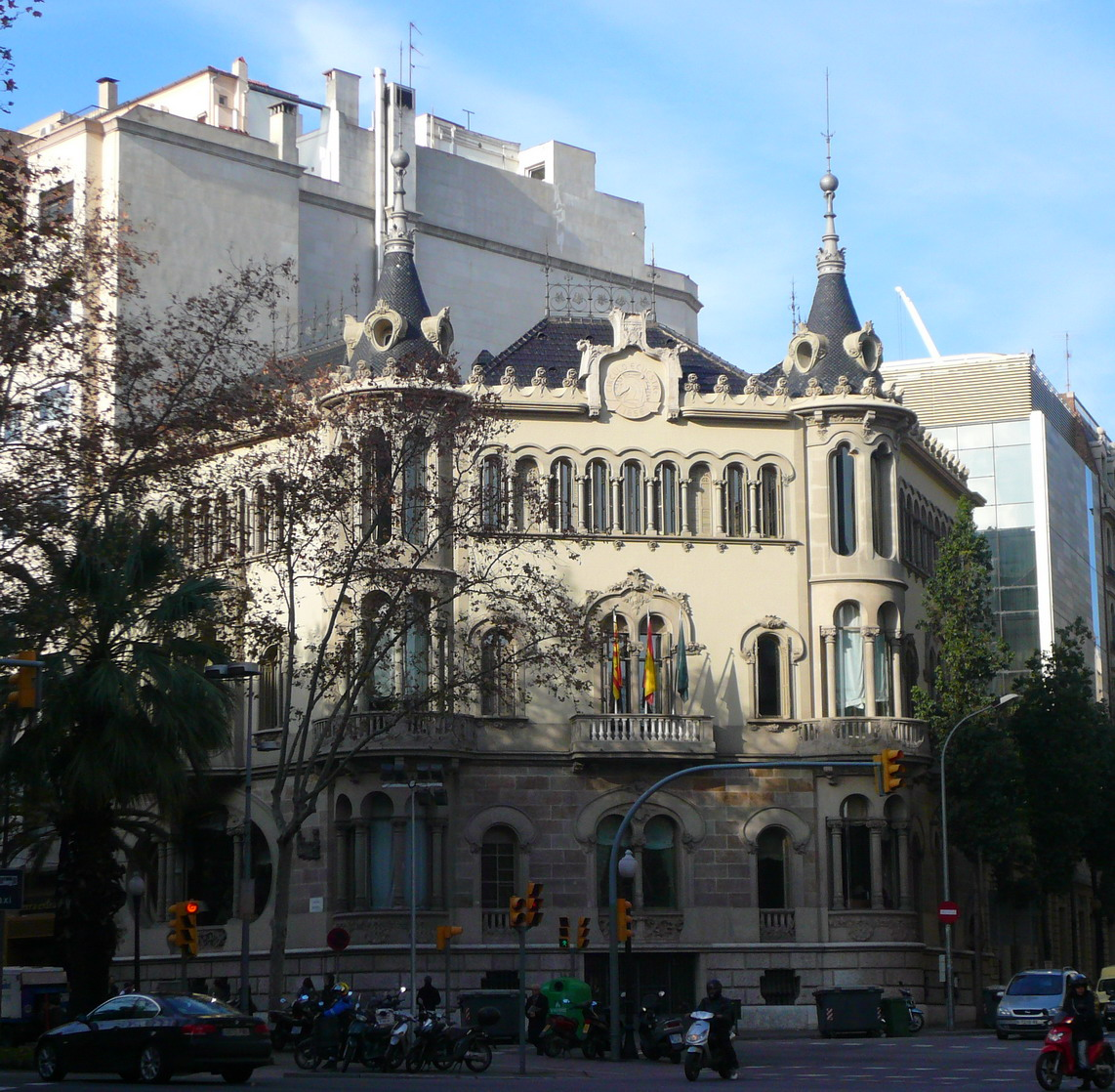
Palacete Pérez Samanillo, sede del Círculo Ecuestre, en la confluencia con la avenida Diagonal.
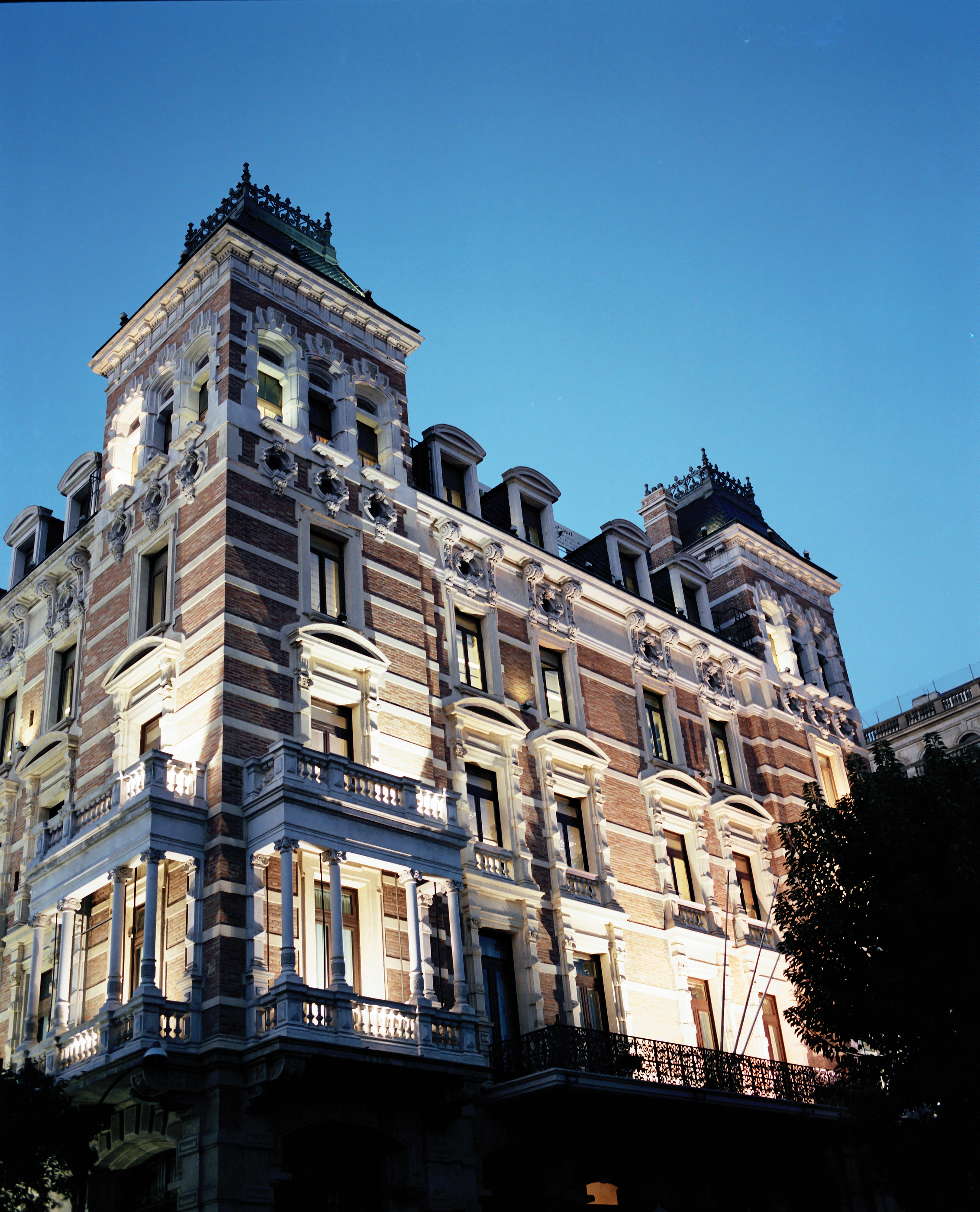
Edificio Mutua Universal en Balmes (Balmes, 17-19).
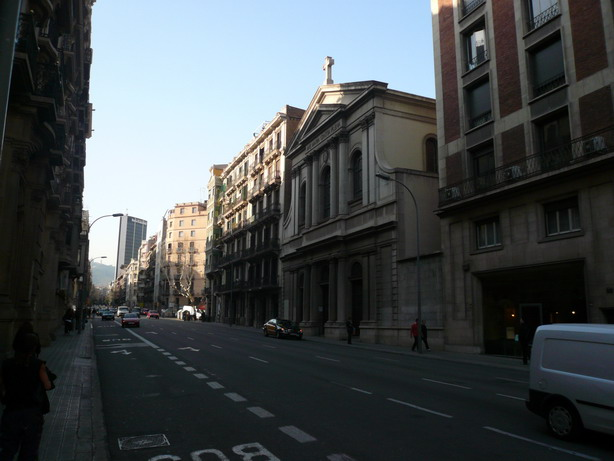
Calle Balmes entre calle de Mallorca y calle de Provenza.
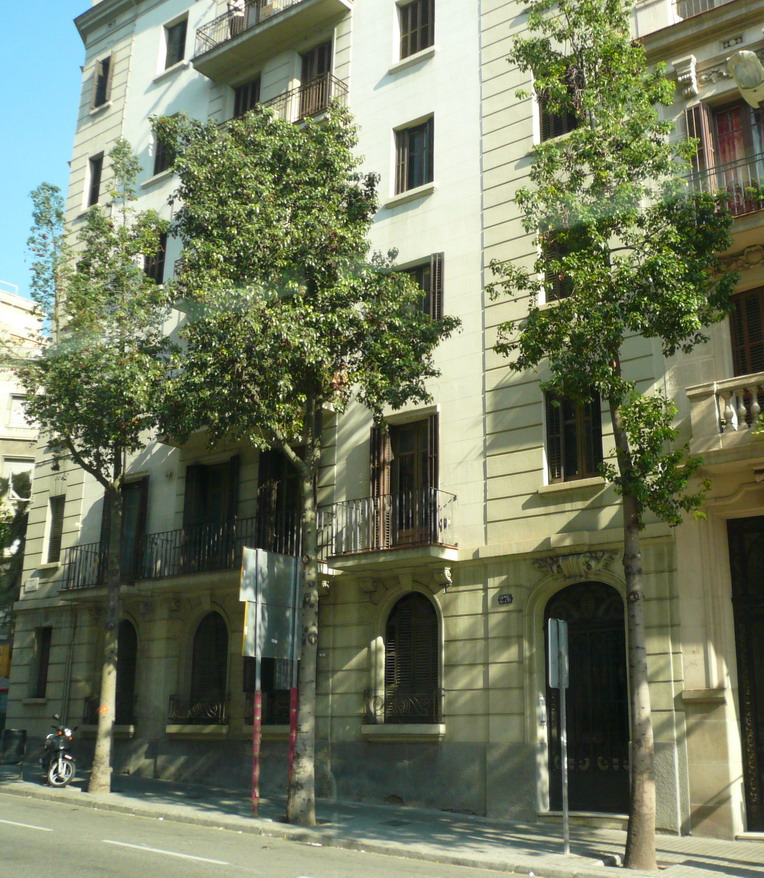
Muestra de la flora en la calle Balmes 276, emblemático edificio inspirado en el flatiron de Nueva York : especies Brachychyton populneum.
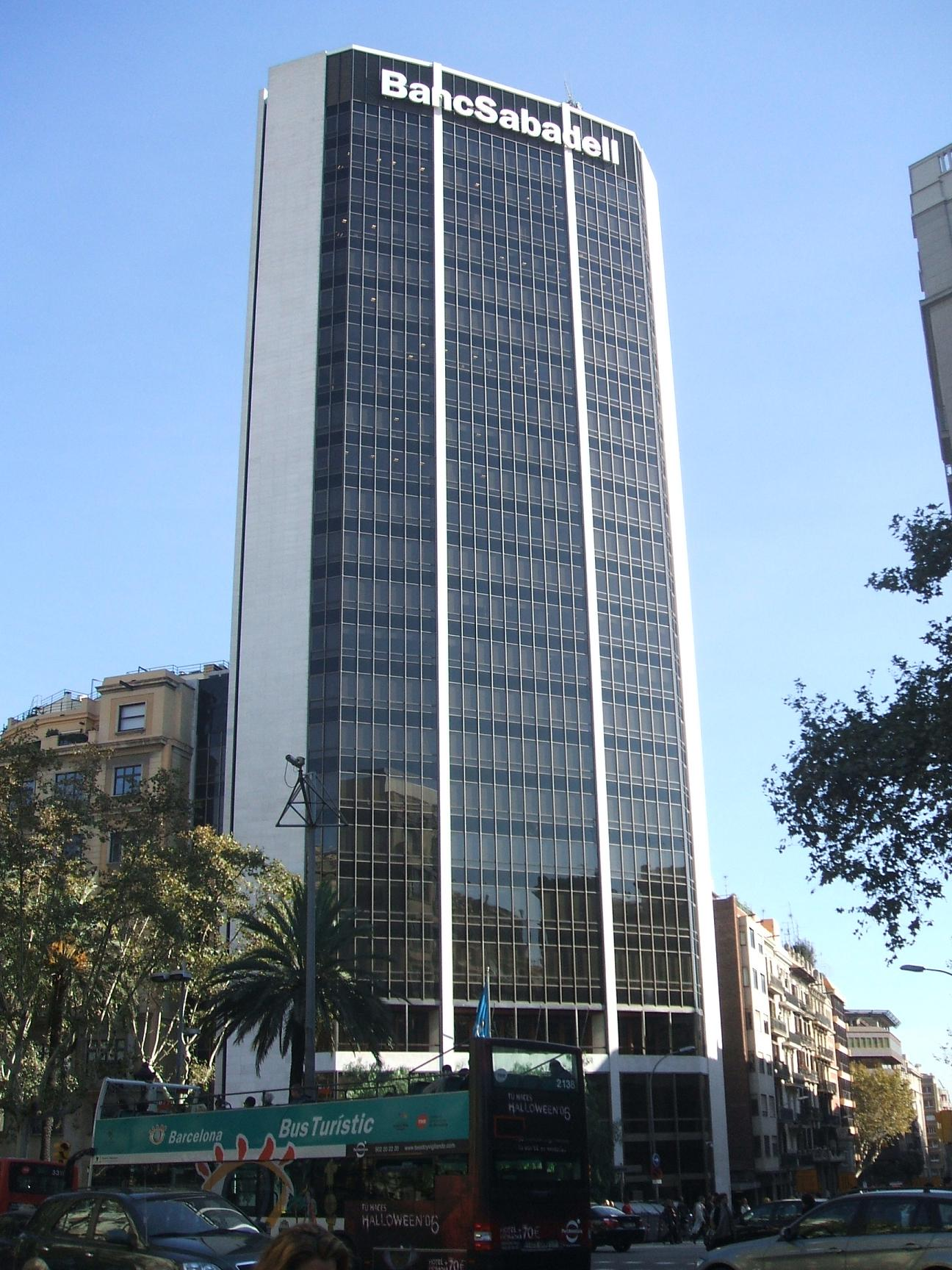
Sede del Banco Sabadell, en la confluencia con la avenida Diagonal.
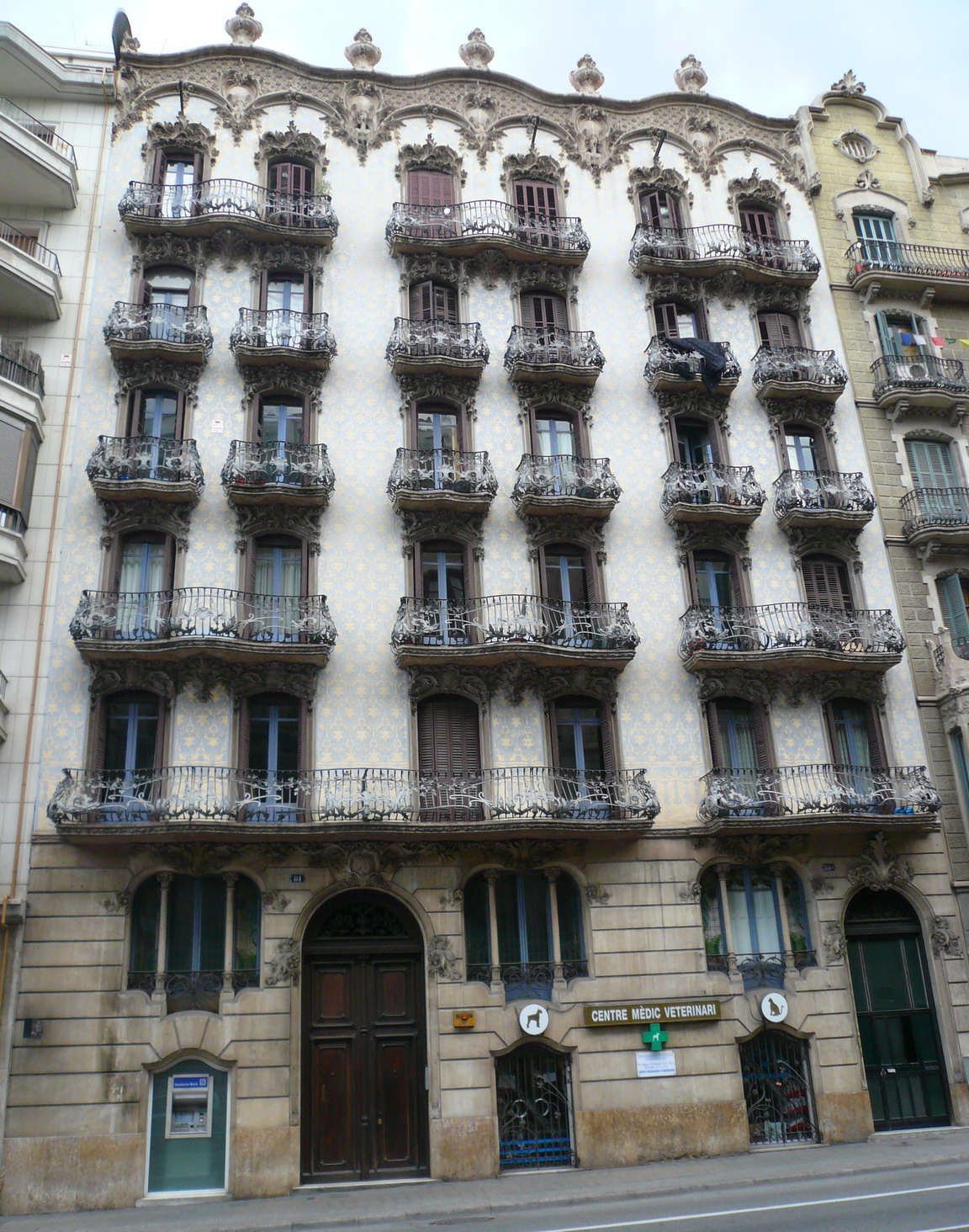
Casa Pons i Trabal (Balmes, 81), obra de Joan Baptista Pons i Trabal (1908).
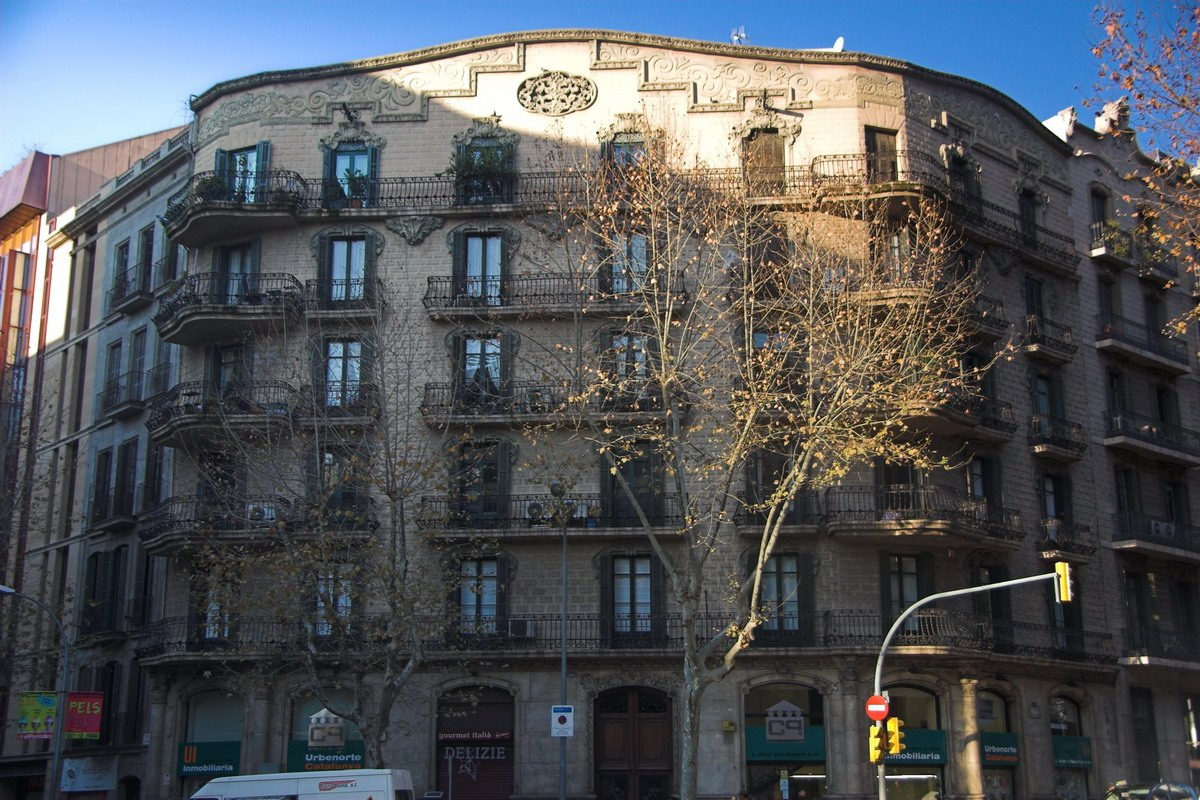
Vista general de la Casa Josep Filella (Balmes, 149), obra de Joaquim Raspall (1909).